# Observatorio del Monte Bachelor
El Observatorio del Monte Bachelor es un centro de investigación meteorológicos ubicado en la cima del monte Bachelor, un volcán bosque nacional Deschutes en el corazón de la Cordillera de las Cascadas, del centro de Oregón, Estados Unidos. El observatorio recoge datos relacionados al transporte intercontinental de gases y partículas contaminantes procedentes de Asia y su impacto en la composición atmosférica a lo largo de la Costa Oeste de los Estados Unidos. El observatorio ha sido usado para investigaciones por la Universidad de Washington, el grupo Simonich de la Universidad Estatal de Oregón y el laboratorio de calidad del aire de la Universidad de Míchigan.